# Meunasah Keutapang (Darul Aman)
Meunasah Keutapang is een bestuurslaag in het regentschap Aceh Timur van de provincie Atjeh, Indonesië. Meunasah Keutapang telt 322 inwoners (volkstelling 2010).
Op ongeveer acht kilometer naar het noordoosten ligt de noordoostkust van het eiland Sumatra.